# Hackelia mexicana
Hackelia mexicana är en strävbladig växtart som först beskrevs av Diederich Franz Leonhard von Schlechtendal och Cham., och fick sitt nu gällande namn av Ivan Murray Johnston. Hackelia mexicana ingår i släktet Hackelia och familjen strävbladiga växter. Inga underarter finns listade i Catalogue of Life.